# Мансано, Селия
Селия Мансано Саенс (исп. Celia Manzano Sáenz (22 сентября 1915, Пуэбла, Мексика — 20 октября 2007, Мехико, Мексика) — мексиканская актриса театра и кино, актриса «Золотого века мексиканского кинематографа».

## Биография
Родилась 24 ноября 1912 года в Пуэбле в актёрской семье — отец актёр Хулио Мансано, мать актриса Конча Саенс. Также в семье было мальчик и девочка — мексиканские актёры Мигель и Вирхиния. В мексиканском театре дебютировала в 1933 году, в мексиканском кинематографе дебютировала в 1942 году и снялась в 37 работах в кино и телесериалах. Несмотря на то, что у нее также сложилась солидная актёрская карьера, она не пользовалась такой же популярностью, как у его брата Мигеля и сестры Вирхинии, и почти всегда оставалась на втором плане. Однако актриса работала в труппах у актёров Марии Тересы Монтойя, Альфредо Гомеса де ла Вега, Пруденсии Грифель, Мистерио и Диас-Кольядо. В 1934 году она участвовала в спектакле «Подозрительная правда», с которой был открыт Дворец изящных искусств в Мехико.
Актриса также входила в состав группы «Театр Мексики», которая в период с 1943 по 1945 год представляла премьеры произведений национальных авторов в самом Дворце изящных искусств. За всю свою театральную карьеру актриса сыграла в ряде театральных постановок.
В 1974 году актриса решила уйти и из кинематографа и из театра и заняться личной жизнью.
Скончалась 20 октября 2007 года в Мехико, пережив и свою сестру и своего брата.